# Arronches e Benfica
El Arronches e Benfica es un equipo de Fútbol de Portugal que juega en el Campeonato de Portugal, la cuarta división nacional.

## Historia
Fue fundado el 1 de abril de 1939 en la ciudad de Arronches del distrito de Portalegre afiliado a la Asociación de Fútbol de Portalegre y con el número de matrícula 3325 ante la Federación Portuguesa de Fútbol. Su nombre, escudo y colores están inspirados en el SL Benfica de la capital Lisboa, aunque no tiene ningún vínculo con el club de la capital y cuenta con secciones en fútbol sala y fútbol 7.
En la temporada 2021/22 participa por primera vez en la copa de Portugal donde supera la primera ronda al eliminar al CF Vasco da Gama en penales, pero es eliminado en la segunda ronda por el UD Oliveirense por 0-3. En esa misma temporada gana el título distrital y logra el ascenso al Campeonato de Portugal por primera vez.

## Palmarés
- Primera División de Pontalegre: 1

2021/22
- Copa de Pontalegre: 1

2021/22
- Supercopa de Pontalegre: 1

2021/22